# Ballwin
Ballwin é uma cidade localizada no estado americano do Missouri, no Condado de St. Louis.

## Demografia
Segundo o censo americano de 2000, a sua população era de 31.283 habitantes.
Em 2006, foi estimada uma população de 30.264, um decréscimo de 1019 (-3.3%).

## Geografia
De acordo com o United States Census Bureau tem uma área de 23,2 km², dos quais 23,2 km² cobertos por terra e 0,0 km² cobertos por água.

## Localidades na vizinhança
O diagrama seguinte representa as localidades num raio de 8 km ao redor de Ballwin.